# 高尔瓦奇
高尔瓦奇，是匈牙利包尔绍德-奥包乌伊-曾普伦州所辖的一个村。总面积15.04平方公里，总人口90，人口密度6.0人/平方公里（2011年1月1日）。